# Ordenamiento por cuentas
El ordenamiento por cuentas (counting sort en inglés) es un algoritmo de ordenamiento en el que se cuenta el número de elementos de cada clase para luego ordenarlos. Solo puede ser utilizado por tanto para ordenar elementos que sean contables (como los números enteros en un determinado intervalo, pero no los números reales, por ejemplo).
El primer paso consiste en averiguar cuál es el intervalo dentro del que están los datos a ordenar (valores mínimo y máximo). Después se crea un vector de números enteros con tantos elementos como valores haya en el intervalo [mínimo, máximo], y a cada elemento se le da el valor 0 (0 apariciones). Tras esto se recorren todos los elementos a ordenar y se cuenta el número de apariciones de cada elemento (usando el vector que hemos creado). Por último, basta con recorrer este vector para tener todos los elementos ordenados.

## Ejemplo
Considérese la siguiente lista de números:
```
 Lista sin ordenar: 2, 5, 3, 2, 7, 5, 3, 2, 2
```

Para ordenarla con este algoritmo, seguimos estos pasos:
- Buscar el mínimo y el máximo

```
 Mínimo = 2
 Máximo = 7
```

- Crear el vector auxiliar

```
 vaux = nuevo vector(2,7) de enteros
```

- Recorrer la lista de números y contar elementos, debe fijarse como el valor en la lista de entrada se usa como índice en el vector auxiliar

```
 Al final, 
   vAux(2) = 4  porque aparece 4 veces en la lista
   vAux(3) = 2  porque aparece 2 veces en la lista
   vAux(4) = 0  porque no aparece en la lista ninguna vez
   vAux(5) = 2  porque aparece 2 veces en la lista
   vAux(6) = 0  porque no aparece en la lista ninguna vez
   vAux(7) = 1  porque aparece 1 vez en la lista 
```

- Recorriendo el vector auxiliar obtenemos la lista de números ordenada

```
   listaValores(0) = 2  El valor 2, se repite 4 veces.
   listaValores(1) = 2
   listaValores(2) = 2
   listaValores(3) = 2
   -
   listaValores(4) = 3  El valor 3 se repite 2 veces
   listaValores(5) = 3
   -
   listaValores(6) = 5  El valor 5 se repite 2 veces
   listaValores(7) = 5  
   -
   listaValores(8) = 7  El valor 7 solo aparece 1 vez
   -
   -
   Lista ordenada = 2, 2, 2, 2, 3, 3, 5, 5, 7
```

## Características
Se trata de un algoritmo estable cuya complejidad computacional es O(n+k), siendo n el número de elementos a ordenar y k el tamaño del vector auxiliar (máximo - mínimo).
La eficiencia del algoritmo es independiente de lo casi ordenado que estuviera anteriormente. Es decir no existe un mejor y peor caso, todos los casos se tratan iguales.
El algoritmo counting, no se ordena in situ, sino que requiere de una memoria adicional.

### Limitaciones
El algoritmo posee una serie de limitaciones que obliga a que solo pueda ser utilizado en determinadas circunstancias.
Solo ordena números enteros, no vale para ordenar cadenas y es desaconsejable para ordenar números decimales. Teóricamente se puede, pero debería recrear en la matriz auxiliar tantas posiciones como decimales quepan entre 2 números consecutivos, si se restringe a 1 o 2 decimales podría ser asequible un número mayor de decimales puede llegar a suponer una memoria auxiliar impracticable.
Otra limitación (por ineficiencia) incluso con números enteros es cuando el rango entre el mayor y el menor es muy grande. Imaginemos una lista de 1000 elementos, donde el menor es el 0 y el mayor 123456789. Ordenar esta lista supondría crear una matriz auxiliar de 123456790 elementos. Una cantidad muy elevada de memoria para ordenar solo 1000 elementos. También supondría un desperdicio de tiempo pues la matriz auxiliar para trasvasar a la lista ordenada debe recorrerse entera, aunque solo se reasignarán 1000 valores de los 123456790 elementos.
Con lenguajes de programación que no permitan definir vectores cuyo primer índice sea un valor distinto de 0 o 1 es necesario realizar una traducción de los valores. Por ejemplo, si el intervalo es (4,10) y el vector auxiliar comprende el rango (1-7), para cada elemento se deberá incrementar el contador de la posición en 3.
Un modo de hacer este algoritmo más práctico, es guardar varios elementos en un índice de la matriz, pero en este caso la matriz ya no es de valores enteros sino que contiene algún tipo de estructura de datos. Así es posible por ejemplo ordenar números con decimales. Por ejemplo si en la matriz auxiliar en el índice 5, metemos todas las apariciones de la lista cuyo valor está en el rango 5.0 - 5.99. Luego con cada elemento en cada índice se realiza un nuevo ordenamiento. cuando se usan este tipo de técnicas, el algoritmo ya se considera otro, denominado: bucket sort.

## Pseudocódigo
Se han añadido los comentarios pertinentes para aclarar las partes que fueren más dudosas.
```
   comentario: listaValores es una matriz de valores enteros.
   Entrada Función counting_sort(listaValores)
      ListaVariables
         minValor    comentario: el valor del elemento menor en la lista
         maxValor    comentario: el valor del elemento mayor en la lista
         vAux        comentario: una matriz de elementos auxiliar de tanto elementos como 
                                  define el rango minValor a maxValor 
         i, j, n     comentario: contadores de bucle
         valor       comentario: valor del elemento actual en el bucle
         tamaño      comentario: cantidad de elementos en listaValores
      
      Previos      
         comentario: Buscar valor mínimo y máximo
         LlamadaaFuncion BuscarLimites(listaValores, minValor, maxValor)
    
         comentario: Crea el vector auxiliar, con todos sus elementos a 0
         vAux = NuevoVector(minValor,maxValor)
         
         comentario: Obtiene la cantidad de elementos que contiene la matriz
         tamaño = TotalElementosEn(listaValores)

         comentario: Contar elementos. En el índice expresado por el valor, se van contando
                     las veces que aparece dicho valor en la matriz de entrada 
         comentario: Este bucle realiza una matriz de conteo, cada valor indica cuantas veces
                     aparece el valor representado por el índice en la lista de valores.
      Inicio   
         i = 0 
         Hacer Mientras (i < tamaño)
              valor = listaValores(i)
              vAux(valor] = vAux(valor) + 1
              i = i + 1
         Repetir

         comentario: Trasvasar la matriz de conteo a la lista, que queda así ya ordenada
         
         i = minValor 
         j = 0
         Hacer Mientras (i < maxValor)
            comentario: Si para el índice 'i' se contó 1 o más elementos, transferir a la lista  
            Si vAux(i) > 0 Entonces       
               Para n Repetir Desde 1 Hasta vAux(i) 
                  listaValores(j) = i 
                  j = j + 1
               Siguiente n
            Fin si
         Repetir 
      Fin
   Salida Función

   comentario: Esta función auxiliar busca y devuelve el mayor y menor elementos de una matriz
   Entrada Función BuscarLimites(listaValores, minValor, maxValor)
      Variables
         i      comentario: contador del bucle        
         
      Inicio
         minValor = listaValores(0)
         maxValor = minValor
         
         Para i Repetir Desde 1 Hasta TotalElementosEn(ListaValores)
            Si listaValores(i) < minValor entonces 
               minValor = listaValores(i)
            Ó Si listaValores(i) > maxValor entonces
               maxValor = listaValores(i)
            Fin Si
         Siguiente i
      Fin                 
   Salida Función

```